# Département de Lago Buenos Aires
Le département de Lago Buenos Aires est un des 7 départements de la province de Santa Cruz, en Argentine. Son chef-lieu est la ville de Perito Moreno.
Le département a une superficie de 28 609 km2. Sa population s'élevait à 6 223 habitants au recensement de 2001 (source : INDEC).

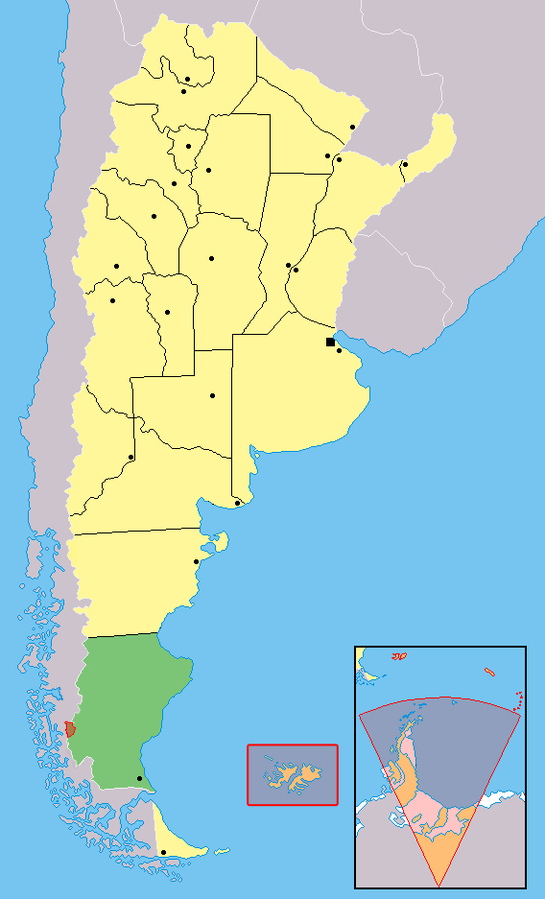
Localisation de la province de Santa Cruz en Argentine

## Localités et sites à visiter
- Los Antiguos, sur la rive sud du lac Buenos Aires
- Perito Moreno
- Cueva de las Manos